# Maurice Frydman
Maurice Frydman alias Swami Bharatananda (* 1901 in Warschau; † 1976 in Indien) war ein indischer Unabhängigkeitskämpfer und Kulturvermittler zwischen Indien und Polen.

## Leben
Geboren als polnischer Jude in Warschau, zunächst Ingenieur, ging er Ende der 1930er-Jahre aufgrund des anwachsenden europäischen Antisemitismus nach Indien, wurde Leiter des Elektrizitätswerks in Bangalore, wurde Hindu, lebte im Aschram Mahatma Gandhis, stand auch Nehru sowie Ramana Maharshi und Jiddu Krishnamurti nahe und war aktiv am Kampf Indiens um die Unabhängigkeit beteiligt.
Er spielte eine führende Rolle insbesondere bei der experimentellen Errichtung des Aundh-Staates (1938/1939), indem er den dortigen Maharadscha davon überzeugte, seine feudalen Befugnisse zugunsten des Volkes aufzugeben. Dieses Ereignis gilt heute als die Geburtsstunde der indischen Demokratie. Das Aundh-Experiment gelang, der Staat existierte bis zur Unabhängigkeit im Jahr 1947.
Swami Bharatananda starb 1976 in Indien und wurde gemäß hinduistischer Tradition feierlich verbrannt und seine Asche im Ganges verstreut.

## Trivia
Das berühmte Spinnrad Gandhis, das zum Symbol des gewaltfreien Widerstands und zum Zentrum einer Kampagne in Richtung Autarkie und Unabhängigkeit avancierte, war eine Entwicklung und Fertigung des Ingenieurs Maurice Frydman.

## Schriften (Auswahl)
- Gandhiji. His Life and Work. Karnatak Publishing House, Bombay 1944.
- I Am That. Talks with Sri Nisargadatta Maharaj. Chetana Publishing, Bombay 1973, ISBN 0-89386-022-0.
- Maharshi's Gospel. (Die Botschaft des Ramana Maharshi) Freiburg i. Br. 2001. Original, 1937.